# میشائل نیکولای
میشائل نیکولای (به انگلیسی: Michael Nikolay) ژیمناست زادهٔ ۱۳ دسامبر ۱۹۵۶ میلادی اهل کشور آلمان شرقی است.